# 바나나우유
바나나우유는 바나나맛이 나도록 바나나 또는 향료가 첨가된 우유이다. 가장 대표적인 제품은 빙그레 바나나맛 우유다. 원래 빙그레 바나나맛 우유에는 바나나가 전혀 들어가지 않았지만, 소비자 기만이라는 지적에 따라 실제 식품이 조금이라도 들어가야 XX맛이라고 표기할 수 있게 되자, 레시피가 수정되었다.